# منتخب الصين للكريكت للسيدات
منتخب الصين للكريكت للسيدات هو ممثل الصين الرسمي في المنافسات الدولية في الكريكت للسيدات .